# Vaatwand
De vaatwand is de wand van een bloedvat, waarvan de cellenlaag die direct grenst aan het lumen wordt gevormd door endotheel-cellen. Een bloedvat kan van zowel een ader als een slagader zijn. Een slagader zorgt voor het transport van bloed van het hart naar de organen of de longen. Een ader zorgt voor het transport van bloed vanuit de organen richting het hart. Tijdens een venapunctie gaat de naald voor de bloedafname door de vaatwand van het bloedvat (ader).